# Дуб башинський
Дуб Ба́шинський — ботанічна пам'ятка природи місцевого значення в Україні. Розташована в межах Гощанського району Рівненської області, у північно-західній частині села Башине. 
Площа 0,01 га. Статус надано згідно з рішенням облради від 22.04.2011 року № 263. Перебуває у віданні Бугринської сільської ради. 
Статус надано з метою збереження одного екземпляра дуба звичайного. Обхват стовбура на висоті 1,3 м. становить 3,06 м, висота дерева 27—30 м, орієнтовний вік 250—280 років.